# Mesargus maculigena
Mesargus maculigena är en insektsart som beskrevs av Kuoh 1986. Mesargus maculigena ingår i släktet Mesargus och familjen dvärgstritar. Inga underarter finns listade i Catalogue of Life.